# چیکونیولو
چیکونیولو (به ایتالیایی: Cicognolo) یک کومونه در ایتالیا است که در استان کریمونا واقع شده‌است. چیکونیولو ۷٫۰ کیلومتر مربع مساحت و ۹۶۱ نفر جمعیت دارد.